# Black Roses Tour
Black Roses Tour 2009 var en konsertturné med den finländska rockgruppen The Rasmus, där syftet var att marknadsföra deras sjunde album Black Roses.
Turnén startade den 22 januari 2009 i Stockholm och fortsatte sedan ner genom de allra flesta stora länderna i Europa och pågick med jämna uppehåll fram till mitten av april. Under den senare halvan av april reste bandet till Latinamerika för att spela i Mexiko, Chile och Argentina. Dock blev det problem med den nya svininfluensan och de blev tvungna att ställa in en av de tre spelningarna i Mexiko samt spelningen i Chile. Däremot ställdes inte spelningen i Argentina in, utan flyttades istället fram till slutet av april.
På vissa konserter spelades inte extranumret Keep Your Heart Broken, utan ersattes med Rakkauslaulu. Då bandet spelade Rakkauslaulu var det vanligt att ett utpekat fan ur publiken själv fick komma upp och sjunga låten på scenen.

## Gästartister
Den estländska sångerskan Kerli Kõiv planerades vara förband åt i stort sett alla av bandets Europa-spelningar, men många eller samtliga ställdes in av osäker anledning. Därför försökte man i vissa länder snabbt hitta ersättare i form av lokala musikband.
I Storbritannien fick The Rasmus vara förband åt den svenska hårdrocksgruppen Backyard Babies på totalt sex shower. Senare i juni arrangerades Monsters of Rock-festivalen i Ryssland på totalt åtta shower. The Rasmus fick denna gången spela tillsammans med de välkända rockikonerna Scorpions, Alice Cooper och Kingdom Come.

## Spellista
(Varierande)
1. Livin' in a World Without You
2. In My Life
3. Ghost of Love
4. Justify
5. F-F-F-Falling
6. Liquid
7. Your Forgiveness
8. No Fear
9. First Day of My Life
10. Ten Black Roses
11. Not Like the Other Girls
12. Immortal
13. Chill
14. Live Forever
15. The Fight
16. In the Shadows
17. Guilty

Extranummer:
1. Keep Your Heart Broken
2. Sail Away

Spelas ibland:
- Rakkauslaulu

## Turnédatum

### Leg 1: Europa
| Datum            | Stad                          | Plats                                   | Förband               |
| ---------------- | ----------------------------- | --------------------------------------- | --------------------- |
| 22 januari 2009  | Stockholm, Sverige            | Debaser Medis                           | Kerli Kõiv (Inställd) |
| 23 januari 2009  | Mariestad, Sverige            | Karlsholme Folkets Park (Inställd)      | Kerli Kõiv (Inställd) |
| 24 januari 2009  | Göteborg, Sverige             | Brew House                              | Kerli Kõiv (Inställd) |
| 26 januari 2009  | Köpenhamn, Danmark            | Lille Vega                              | Okänd                 |
| 27 januari 2009  | Hamburg, Tyskland             | Grünspan                                | Okänd                 |
| 28 januari 2009  | Berlin, Tyskland              | Columbia Club                           | Okänd                 |
| 29 januari 2009  | Dresden, Tyskland             | Alter Schlachthof                       | Okänd                 |
| 30 januari 2009  | Köln, Tyskland                | Gloria                                  | Okänd                 |
| 31 januari 2009  | Bochum, Tyskland              | Zeche                                   | Okänd                 |
| 2 februari 2009  | München, Tyskland             | Backstage                               | Okänd                 |
| 3 februari 2009  | Frankfurt am Main, Tyskland   | Batschkapp                              | Okänd                 |
| 4 februari 2009  | Bern, Schweiz                 | Bierhübeli                              | Okänd                 |
| 5 februari 2009  | Zürich, Schweiz               | X-Tra                                   | Okänd                 |
| 6 februari 2009  | Nonantola, Italien            | Vox Club                                | Okänd                 |
| 7 februari 2009  | Milano, Italien               | Alcatraz                                | Okänd                 |
| 9 februari 2009  | Ljubljana, Slovenien          | Inbox                                   | Okänd                 |
| 10 februari 2009 | Zagreb, Kroatien              | Boogaloo                                | Okänd                 |
| 11 februari 2009 | Skopje, Makedonien            | Hard Rock Club                          | Okänd                 |
| 12 februari 2009 | Sofia, Bulgarien              | Universiade                             | Okänd                 |
| 13 februari 2009 | Istanbul, Turkiet             | Rock House Café                         | Okänd                 |
| 14 februari 2009 | Ankara, Turkiet               | Airport Venue                           | Okänd                 |
| 16 februari 2009 | Bukarest, Rumänien            | Hard Rock Café                          | Okänd                 |
| 18 februari 2009 | Budapest, Ungern              | Durer                                   | Okänd                 |
| 19 februari 2009 | Bratislava, Slovakien         | Dubravka                                | Okänd                 |
| 20 februari 2009 | Prag, Tjeckien                | Lucerna                                 | Okänd                 |
| 21 februari 2009 | Warszawa, Polen               | Stodola                                 | Okänd                 |
| 24 februari 2009 | London, Storbritannien        | Carling Academy Islington & Bar Academy | Okänd                 |
| 25 februari 2009 | Esch-sur-Alzette, Luxemburg   | Rockhal                                 | Ky-Lin                |
| 26 februari 2009 | Bryssel, Belgien              | VK                                      | The Gin               |
| 27 februari 2009 | Eindhoven, Nederländerna      | Effenaar                                | Okänd                 |
| 28 februari 2009 | Amsterdam, Nederländerna      | Melkweg                                 | Okänd                 |
| 25 mars 2009     | Barcelona, Spanien            | Razzmatazz 2                            | Okänd                 |
| 26 mars 2009     | Valencia, Spanien             | Heineken Greenspace                     | Okänd                 |
| 27 mars 2009     | Madrid, Spanien               | Joy Eslava                              | Okänd                 |
| 28 mars 2009     | Bilbao, Spanien               | Sala Santana 27                         | Okänd                 |
| 1 april 2009     | Bochum, Tyskland              | Zeche                                   | Okänd                 |
| 2 april 2009     | Frankfurt am Main, Tyskland   | Batschkapp                              | Okänd                 |
| 3 april 2009     | Wien, Österrike               | Arena Vienna                            | Okänd                 |
| 4 april 2009     | Haus im Ennstal, Österrike    | Talstation Gondelbahn Hauser Kaibling   | Okänd                 |
| 6 april 2009     | Brighton, Storbritannien      | Concorde 2                              | med Backyard Babies   |
| 7 april 2009     | Leeds, Storbritannien         | The Cockpit                             | med Backyard Babies   |
| 8 april 2009     | Manchester, Storbritannien    | Manchester Academy 3                    | med Backyard Babies   |
| 9 april 2009     | London, Storbritannien        | Heaven                                  | med Backyard Babies   |
| 10 april 2009    | Wolverhampton, Storbritannien | Wulfrun Hall                            | med Backyard Babies   |
| 11 april 2009    | Nottingham, Storbritannien    | Rock City                               | med Backyard Babies   |

### Leg 2: Latinamerika
| Datum         | Stad                     | Plats                          | Förband                        |
| ------------- | ------------------------ | ------------------------------ | ------------------------------ |
| 24 april 2009 | Mexico City, Mexiko      | National Auditorium (Inställd) | Okänd                          |
| 25 april 2009 | Monterrey, Mexiko        | Arena Moterrey                 | Okänd                          |
| 26 april 2009 | Guadalajara, Mexiko      | Foro Expo                      | Okänd                          |
| 29 april 2009 | Buenos Aires, Argentina  | Luna Park Stadium (Nytt datum) | Aladelta, Black Parade, Jordan |
| 1 maj 2009    | Santiago de Chile, Chile | Teatro Caupolican (Inställd)   | Okänd                          |

### Leg 3: Ryssland & Europa
| Datum        | Stad                       | Plats                                      | Förband                                   |
| ------------ | -------------------------- | ------------------------------------------ | ----------------------------------------- |
| 30 maj 2009  | Almaty, Kazakstan          | Astana Square                              | Okänd                                     |
| 14 juni 2009 | Sankt Petersburg, Ryssland | Monsters of Rock - SCC Arena               | med Scorpions, Alice Cooper, Kingdom Come |
| 16 juni 2009 | Rostov-na-Donu, Ryssland   | Monsters of Rock - Stadium SKA             | med Scorpions, Alice Cooper, Kingdom Come |
| 18 juni 2009 | Jekaterinburg, Ryssland    | Monsters of Rock - Sport Palace            | med Scorpions, Alice Cooper, Kingdom Come |
| 20 juni 2009 | Novosibirsk, Ryssland      | Monsters of Rock - Hippodrome (utomhus)    | med Scorpions, Alice Cooper, Kingdom Come |
| 21 juni 2009 | Chabarovsk, Ryssland       | Monsters of Rock - Platinum Arena          | med Scorpions, Alice Cooper, Kingdom Come |
| 24 juni 2009 | Vladivostok, Ryssland      | Monsters of Rock - Avantgard Stadium       | med Scorpions, Alice Cooper, Kingdom Come |
| 26 juni 2009 | Krasnojarsk, Ryssland      | Monsters of Rock - Central Stadium         | med Scorpions, Alice Cooper, Kingdom Come |
| 28 juni 2009 | Moskva, Ryssland           | Monsters of Rock - Sportcomplex Olimpiysky | med Scorpions, Alice Cooper, Kingdom Come |
| 10 juli 2009 | Saarbrücken, Tyskland      | Halberg Open Air                           | Okänd                                     |
| 11 juli 2009 | Přeštěnice, Tjeckien       | Přeštěnice Open Air                        | Okänd                                     |
| 23 juli 2009 | Debrecen, Ungern           | Campus Fesztivál                           | Okänd                                     |
| 24 juli 2009 | Torneå, Finland            | Twin City Festivals                        | Okänd                                     |
| 25 juli 2009 | Uleåborg, Finland          | Qstock Festival                            | Okänd                                     |
| 29 juli 2009 | Gijón, Spanien             | Plaza de Torosl                            | Okänd                                     |

## Banduppsättning
- Lauri Ylönen - sång
- Eero Heinonen - bas och bakgrundssång
- Pauli Rantasalmi - gitarr
- Aki Hakala - trummor